# Dicranella humilis
Dicranella humilis là một loài Rêu trong họ Dicranaceae. Loài này được R. Ruthe mô tả khoa học đầu tiên năm 1873.